# Никола Кукић
Никола Кукић (Горње Примишље, код Слуња, 26. новембар 1914 — Благај, код Вељуна, 6. мај 1941), учесник Народноослободилачке борбе и народни херој Југославије.

## Биографија
Рођен је 26. новембра 1914. године у селу Горње Примишље код Слуња, у сиромашној сељачкој породици.
Године 1937. укључио се у раднички покрет, а 1938. постао је члан Комунистичке партије Југославије.
Након формирања Месног комитета КПХ за Карловац 1939. године, Никола Кукић је постао његов члан. Године 1940. постао је секретар Котарског комитета КПХ за Слуњ. Исте године био је делегат на Првој конференцији Комунистичке партије Хрватске, на којој је у августу изабран за члана Централног комитета КПХ. Био је и делегат на Петој земаљској конференцији КПЈ, одржаној у Загребу.
Шестог априла 1941. године, био је један од организатора антифашистичких демонстрација у Карловцу, на којима је учествовало око 2.000 људи.
Учесник Народноослободилачке борбе је од 1941. године. Убрзо се из Карловца пребацио на партијски рад на Кордун.
Враћајући се са партијског задатка из Карловца на Кордун, Никола је обишао више партијских организација на подручју среза Војнић. Не знајући да усташе 6. маја хапсе Србе у околици Вељуна, пошао је бициклом у правцу Слуња. На путу у Вељун, усташе су га ухапсиле и затвориле у селу Благају. Усташе су га мучиле и испитивале, али ништа није признао.
Убијен је у Благају заједно са 18 чланова партијске организације, током усташког покоља Срба из Вељуна и околице.
Указом Президијума Народне скупштине Федеративне Народне Републике Југославије, 20. децембра 1951. године, проглашен је за народног хероја.